# Nationaler Verteidigungsrat der DDR

Flagge des Vorsitzenden des Nationalen Verteidigungsrates

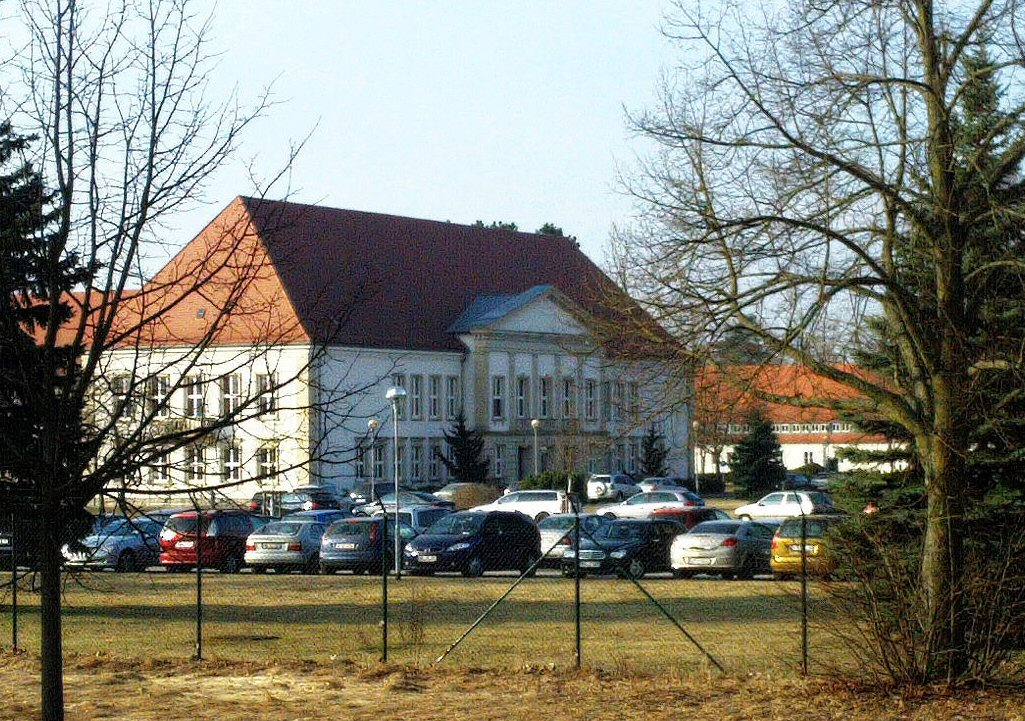
Tagungsort des NVR – Haus 3 / MfNV in Strausberg

Der Nationale Verteidigungsrat der DDR (NVR) wurde am 10. Februar 1960 als oberstes staatliches Organ zu Fragen der Landesverteidigung und Mobilmachungsplanung aus führenden Vertretern der SED und der bewaffneten Organe der DDR per Gesetz gebildet.

## Geschichte
Der Vorgänger des NVR, die Sicherheitskommission beim Politbüro der SED, trat am 6. Juli 1954 zum ersten Mal zusammen. Mit Gesetz vom 10. Februar 1960 erfolgte die Bildung des Nationalen Verteidigungsrates der Deutschen Demokratischen Republik, in den die Sicherheitskommission beim Politbüro der SED überführt wurde. Am 11. Februar 1960 ernannte Wilhelm Pieck als Präsident der DDR „auf Vorschlag der Volkskammer“ den Ersten Sekretär des ZK der SED und Ersten Stellvertreter des Vorsitzenden des Ministerrates der DDR, Walter Ulbricht, zum ersten Vorsitzenden des NVR. Die erste Sitzung des NVR fand am 16. März 1960 statt.
Am 12. September 1960 – fünf Tage nach dem Tode Piecks – trat laut dem Gesetz über die Bildung des Staatsrates der Deutschen Demokratischen Republik der Staatsrat als kollektives Nachfolgeorgan an die Stelle des Präsidenten. Der demzufolge geänderte Abschnitt V. der Verfassung der DDR bestimmte in Artikel 106, dass  der Staatsrat die Aufgabe habe, „grundsätzliche Anordnungen“ des NVR zu bestätigen und NVR-Mitglieder zu berufen.
Der NVR festigte den politischen Führungsanspruch Walter Ulbrichts innerparteilich weiter. Er bestand aus dem Vorsitzenden und mindestens zwölf Mitgliedern, die während des Bestehens des NVR immer auch Mitglieder des ZK der SED und meist auch Mitglieder im Politbüro waren. Nachgeordnete Organe des NVR waren die Bezirks- und Kreiseinsatzleitungen, deren Vorsitzende wiederum die 1. Sekretäre der SED-Bezirks- bzw. Kreisleitungen waren.
Nach der Verfassung der DDR von 1968 war der Nationale Verteidigungsrat das uneingeschränkte Führungsorgan des Staates für den Verteidigungszustand mit legislativen und exekutiven Befugnissen. Laut Artikel 50 der Verfassung von 1968 wählte die Volkskammer den Vorsitzenden des Nationalen Verteidigungsrates, der „jederzeit von der Volkskammer abberufen werden“ konnte. Der Vorsitzende des Nationalen Verteidigungsrates hätte im Kriegsfall den Oberbefehl übernommen.
Am 24. Juni 1971 wählte die Volkskammer den neuen Ersten Sekretär des ZK der SED und bisherigen Sekretär des Nationalen Verteidigungsrates Erich Honecker „einstimmig“ zum Vorsitzenden des NVR.
Nach Honeckers Rücktritt wählte die Volkskammer am 24. Oktober 1989 Egon Krenz zum neuen NVR-Vorsitzenden. Krenz erhielt in dieser Wahl 8 Gegenstimmen und 17 Enthaltungen. Krenz trat am 6. Dezember 1989 von seinen Ämtern als Staatsratsvorsitzender und NVR-Vorsitzender zurück. Am selben Tag wurden durch einen Beschluss des Staatsrates alle NVR-Mitglieder von ihrer Funktion entbunden. Damit endete die Geschichte dieses Gremiums, bis zu den Volkskammerwahlen am 18. März 1990 wurden die Aufgaben des NVR direkt vom Staatsrat wahrgenommen, von da ab bis zum Ende der DDR am 3. Oktober 1990 gab es keine offizielle Zuweisung dieser Aufgabe mehr.
Die Protokolle des NVR spielten in der historischen und juristischen Aufarbeitung der Geschichte der DDR eine Rolle, insbesondere in den Mauerschützenprozessen wurden sie zitiert. Gegen einige Mitglieder des Nationalen Verteidigungsrates wurde 1992 vor dem Landgericht Berlin verhandelt. Des Totschlags mehrerer Maueropfer angeklagt waren Honecker, Mielke, Stoph, Keßler, Streletz und Albrecht, die in der Zeit von 1961 bis 1989 als Mitglied des NVR angeordnet hatten, die Grenzanlagen um West-Berlin und die Sperranlagen zur Bundesrepublik auszubauen, insbesondere durch Selbstschussanlagen.

## Aufgaben
Der NVR war für die Ausarbeitung der militärischen Konzeption der DDR nach politischen Vorgaben und in Übereinstimmung mit der militärischen Planung des Vereinten Oberkommandos der Mitgliedsstaaten des Warschauer Paktes zuständig. Er war zudem zuständig für die Einhaltung der staatsrechtlichen und sonstigen Grundlagen der Landesverteidigung und für den Staatsnotstand, die Erhöhung der Kampfkraft und Festigung der Einsatzbereitschaft der Nationalen Volksarmee und weiterer bewaffneter Kräfte, die operative Vorbereitung des Landes sowie die Vorbereitung der Bevölkerung, des Staatsapparates, der gesamten Industrie und Wirtschaft auf die Landesverteidigung sowie den Ausbau der Rüstungsindustrie. Zu den weiteren Hauptaufgaben zählte die patriotische Erziehung der Bevölkerung, die gesamte militärische Propaganda, die Aufklärung des Gegners und seine Absichten, die Planung zur Gewährleistung der staatlichen Sicherheit gegen konterrevolutionäre Aktionen und die Planung der Maßnahmen zur Verteidigung gegen imperialistische Aggressionen, einschließlich der Mobilmachung bzw. Teilmobilmachung.

## Mitglieder
| Name               | Lebensdaten | Von  | Bis  | ZK der SED                        | Politbüro                         | Dienstränge, Funktion während ihrer NVR-Mitgliedschaft |
| ------------------ | ----------- | ---- | ---- | --------------------------------- | --------------------------------- | --- |
| Hans Albrecht      | 1919–2008   | 1972 | 1989 | 1954 Kandidat, 1963 Mitglied      | Nein                              | 1. Sekretär der Bezirksleitung der SED im Bezirk Suhl |
| Alois Bräutigam    | 1916–2007   | 1963 | 1972 | 1958–1989 Mitglied                | Nein                              | 1. Sekretär der Bezirksleitung der SED im Bezirk Erfurt |
| Horst Brünner      | 1929–2008   | 1986 | 1989 | 1976 Kandidat, 1986–1989 Mitglied | Nein                              | Seit 1987 Generaloberst, Stellvertretender Minister für Nationale Verteidigung und Chef der Politischen Hauptverwaltung (PHV) der Nationalen Volksarmee (NVA) |
| Friedrich Dickel   | 1913–1993   | 1963 | 1989 | 1967–1989 Mitglied                | Nein                              | Seit 1984 Armeegeneral, Minister des Innern und Chef der Deutschen Volkspolizei |
| Werner Eberlein    | 1919–2002   | 1984 | 1989 | 1981–1989 Mitglied                | 1986–1989 Mitglied                | 1. Sekretär der Bezirksleitung der SED im Bezirk Magdeburg |
| Werner Felfe       | 1928–1988   | 1976 | 1988 | 1954 Kandidat, 1963–1988 Mitglied | 1973 Kandidat, 1976–1988 Mitglied | 1. Sekretär der Bezirksleitung der SED im Bezirk Halle, seit 1981 ZK-Sekretär für Landwirtschaft |
| Otto Grotewohl     | 1894–1964   | 1960 | 1964 | 1949–1964 Mitglied                | 1949–1964 Mitglied                | Vorsitzender des Ministerrates, ab 1960 krankheitsbedingt faktisches Ausscheiden aus allen Funktionen |
| Kurt Hager         | 1912–1998   | 1979 | 1989 | 1950 Kandidat, 1954–1989 Mitglied | 1958 Kandidat, 1963–1989 Mitglied | ZK-Sekretär für Wissenschaft und Kultur |
| Wolfgang Herger    | * 1935      | 1986 | 1989 | 1976–1989 Mitglied                | 1989 Mitglied für einen Monat     | Abteilungsleiter für Sicherheitsfragen im ZK der SED |
| Heinz Hoffmann     | 1910–1985   | 1960 | 1985 | 1952–1985 Mitglied                | 1973–1985 Mitglied                | 1960–1985 Minister für Nationale Verteidigung, seit 1961 Armeegeneral |
| Erich Honecker     | 1912–1994   | 1960 | 1989 | 1949–1989 Mitglied                | 1950 Kandidat, 1958–1989 Mitglied | Sekretär des ZK für u. a. Sicherheitsfragen; 1960–1971 Sekretär des Nationalen Verteidigungsrates der DDR, 1971–76 Erster Sekretär des ZK der SED, 1971–1989 Vorsitzender des Nationalen Verteidigungsrates der DDR, seit 1976 Generalsekretär des ZK der SED und Vorsitzender des Staatsrates |
| Heinz Keßler       | 1920–2017   | 1967 | 1989 | 1950–1989 Mitglied                | 1986–1989 Mitglied                | Ab 1985 Minister für Nationale Verteidigung |
| Günther Kleiber    | 1931–2013   | 1988 | 1989 | 1967–1989 Mitglied                | 1967 Kandidat, 1984–1989 Mitglied | 1. Stellv. Vorsitzender des Ministerrates der DDR (1988–1989), Ständiger Vertreter der DDR beim RGW |
| Egon Krenz         | * 1937      | 1985 | 1989 | 1973–1989 Mitglied                | 1983–1989 Mitglied                | ZK-Sekretär für Sicherheitsfragen, Vorsitzender des NVR vom 24. Oktober bis 6. Dezember 1989 |
| Werner Krolikowski | 1928–2016   | 1973 | 1989 | 1963–1989 Mitglied                | 1971–1989 Mitglied                | 1. Stellv. Vorsitzender des Ministerrates (1976–1988), seit 1988 ZK-Sekretär für Landwirtschaft |
| Bruno Leuschner    | 1910–1965   | 1960 | 1965 | 1950–1965 Mitglied                | 1953 Kandidat, 1958–1965 Mitglied | Vorsitzender der Staatlichen Plankommission |
| Karl Maron         | 1903–1975   | 1960 | 1963 | 1954–1963 Mitglied                | Nein                              | Minister des Innern, seit 1962 Generaloberst, 1963 Rücktritt |
| Hermann Matern     | 1893–1971   | 1960 | 1971 | 1950–1971 Mitglied                | 1950–1971 Mitglied                | Vorsitzender der Zentralen Parteikontrollkommission |
| Erich Mielke       | 1907–2000   | 1960 | 1989 | 1950–1989 Mitglied                | 1971 Kandidat, 1976–1989 Mitglied | Minister für Staatssicherheit, seit 1980 Armeegeneral |
| Günter Mittag      | 1926–1994   | 1979 | 1989 | 1958 Kandidat, 1962–1989 Mitglied | 1963 Kandidat, 1966–1989 Mitglied | ZK-Sekretär für Wirtschaft |
| Alfred Neumann     | 1909–2001   | 1960 | 1989 | 1954–1989 Mitglied                | 1954 Kandidat, 1958–1989 Mitglied | ZK-Sekretär für Organisation, seit 1968 1. Stellv. Vorsitzender des Ministerrates |
| Albert Norden      | 1904–1982   | 1960 | 1979 | 1955–1981 Mitglied                | 1958–1981 Mitglied                | ZK-Sekretär für Propaganda |
| Alois Pisnik       | 1911–2004   | 1960 | 1979 | 1950–1989 Mitglied                | 1958–1963 Kandidat                | 1. Sekretär der Bezirksleitung der SED Magdeburg |
| Sigfrid Riedel     | 1918–2018   | 1960 | 1963 | Nein                              | Nein                              | Chef des Hauptstabes der Nationalen Volksarmee (NVA), Generalleutnant |
| Horst Sindermann   | 1915–1990   | 1972 | 1989 | 1958 Kandidat, 1963–1989 Mitglied | 1967–1989                         | 1973–1976 Vorsitzender des Ministerrates, seit 1976 Präsident der Volkskammer |
| Willi Stoph        | 1914–1999   | 1960 | 1989 | 1950–1989 Mitglied                | 1953–1989                         | Armeegeneral, bis Juli 1960 Minister für Nationale Verteidigung, 1964–1973 Vorsitzender des Ministerrates, 1973–1976 Vorsitzender des Staatsrates, seit 1976 erneut Vorsitzender des Ministerrates                                                                                             |
| Fritz Streletz     | 1926–2025   | 1971 | 1989 | 1981–1989 Mitglied                | Nein                              | Seit 1971 Sekretär des Nationalen Verteidigungsrates, seit 1979 Stellvertretender Minister für Nationale Verteidigung und Chef des Hauptstabes der Nationalen Volksarmee (NVA), Generaloberst                                                                                                  |
| Kurt Tiedke        | 1924–2015   | 1979 | 1984 | 1963 Kandidat, 1967–1989 Mitglied | Nein                              | 1. Sekretär der Bezirksleitung der SED Magdeburg |
| Walter Ulbricht    | 1893–1973   | 1960 | 1973 | 1949–1973 Mitglied                | 1949–1973 Mitglied                | Erster Sekretär des ZK der SED und Vorsitzender des NVR bis 1971, Vorsitzender des Staatsrates bis 1973 |
| Waldemar Verner    | 1914–1982   | 1960 | 1979 | 1954 Kandidat, 1963 Mitglied      | Nein                              | Admiral, Chef der Politischen Hauptverwaltung (PHV) der Nationalen Volksarmee (NVA) |

Nach 1990 wurden die Mitglieder des NVR wegen ihrer politischen Verantwortung für das Grenzsicherungsregime (Schießbefehl und Mauertote) juristisch belangt.
Für die Mitglieder des NVR wurde in Prenden bei Wandlitz ein eigener Bunker (Deckname „Perle“) erbaut. Dies war die größte Bunkeranlage der DDR.